# Christian Garcia i Montagut
Christian Garcia i Montagut ( Barcelona, 13 de noviembre de 1964 ) es un periodista y comunicador. Después de 36 años desarrollando diversas tareas como directivo de televisión y radio, anunció públicamente en el programa Islandia de RAC1, que dejaba la actividad profesional a causa de una discapacidad visual. En la actualidad imparte conferencias y colabora en diversas fundaciones y entidades sin ánimo de lucro. En la 22ª edición de los Premios Ràdio Associació de Catalunya el jurado le otorgó una Mención de Honor a la trayectoria profesional.

## Biografía
Se inició en el mundo del periodismo en 1986, con sólo 22 años, en la emisora privada Antena 3 Radio, formando parte del equipo de deportes que dirigía José María García. Allí creció rodeado de grandes profesionales de la radio como Pepe Gutiérrez, Siro López, Javier Ares, Rafael Vilasanjuan, Enrique García Corredera o Andrés Montes. En 1992, en la ceremonia de inauguración de los Juegos Olímpicos de Barcelona, protagonizó un hecho único en unos JJOO, desfilando con la delegación de deportistas para retransmitir en directo el momento por Antena 3 Ràdio. En 1994 llegó a Catalunya Ràdio y, dos años más tarde, formó parte del equipo del programa nocturno de deportes “No se lo digas a nadie”, dirigido y presentado por Jordi Basté . En 2000 fue nombrado jefe de deportes de Ona Catalana, emisora del Grupo Zeta, y presentador del programa “Ona Esports Migdia”. Allí coincidió con Josep Cuní, Neus Bonet y Pere Escobar . En esta etapa compaginó esta tarea con la dirección y presentación del programa de televisión "3 contra 1" en BarcelonaTV . En 2005 regresó a Catalunya Ràdio como subjefe de Deportes y director ejecutivo de "La Transmissió d'en Puyal". Más tarde, dentro de la Corporación Catalana de Medios Audiovisuales, desarrolló diversas responsabilidades ejecutivas como adjunto a la Dirección de TV3, Director de Deportes de la CCMA o Director del Área de Desarrollo de Negocio Audiovisual.
Actualmente colabora con fundaciones comprometidas con la inclusión de personas con discapacidad.